# موربيدلي

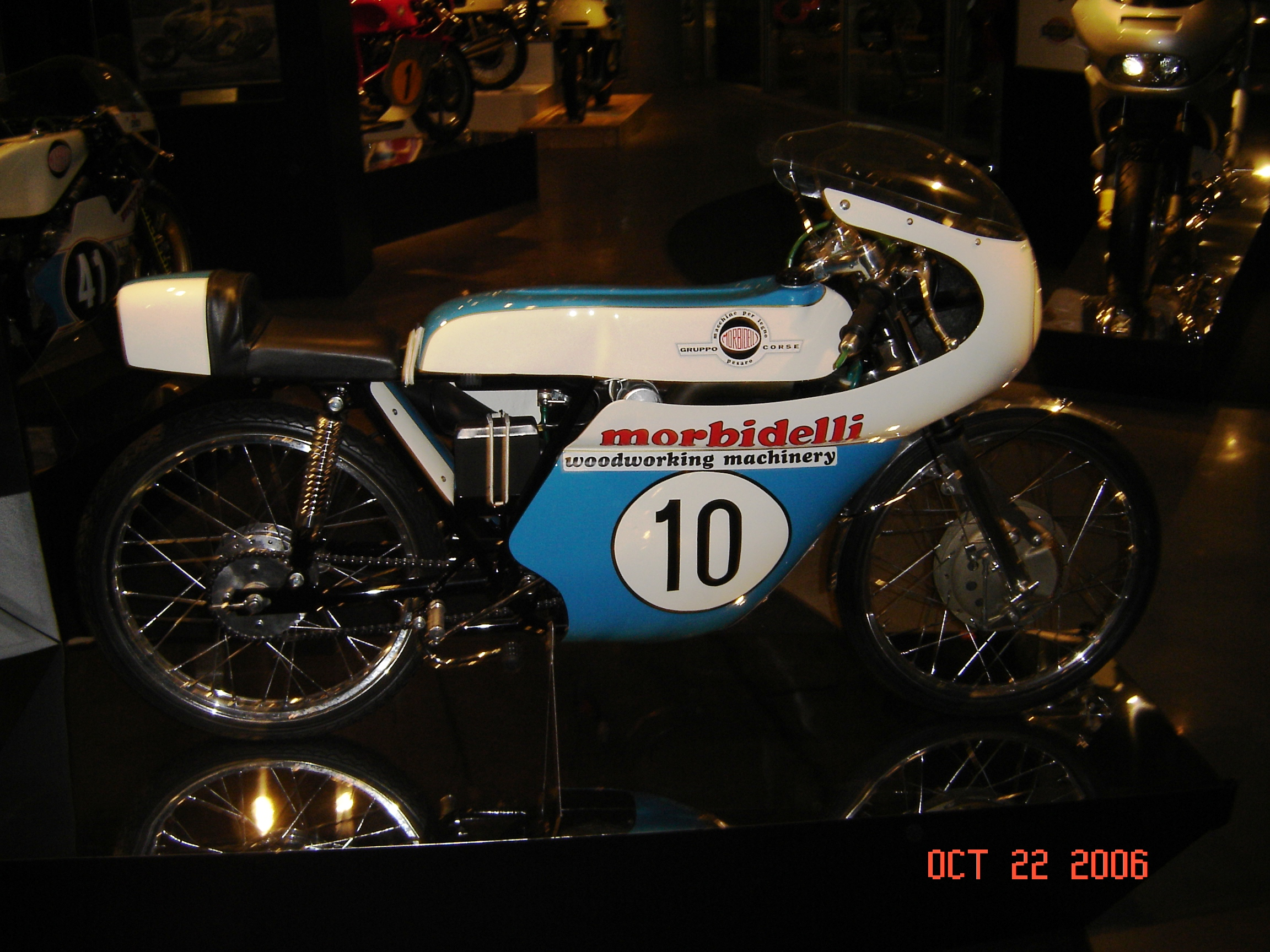
من منتجاتها

موربيدلي (بالإيطالية: Morbidelli)‏ كانت شركة تصنيع دراجات نارية. وكان يقع مقرها في بيزارو. أسسها جيانكارلو موربيدلي. خلال فترة السبيعينات والثمانينات الميلادية شاركت في سباق الجائزة الكبرى للدراجات النارية.

## وصلات خارجية
- الموقع الرسمي